# Venezuela i olympiska sommarspelen 1968
Venezuela deltog med 23 deltagare vid de olympiska sommarspelen 1968 i Mexico City. Totalt vann de en guldmedalj.

## Medaljer

### Guld
- Francisco Rodríguez - Boxning, lätt flugvikt.